# Raión de Kirovske
Raión de Kírovske (en ucraniano: Кіровський район y en ruso: Кировский район) es un raión o distrito de la República Autónoma de Crimea de Ucrania o República de Crimea, perteneciente a Rusia. Es una de las 25 regiones de esta República.
Se encuentra en la parte oriental de la península. La parte sur del raión se encuentra de las colinas, mientras que el norte está situado en la estepa de Crimea. El raión es famoso por la histórica ciudad de Stari Krym.
El canal del canal de Crimea del Norte, pasa por esta región.

## Demografía
Según estimación 2010 contaba con una población total de 58016 habitantes.

## Otros datos
El código KOATUU fue 121600000. El código postal 97300 o 297300, el prefijo telefónico +380 6555 o +7 36555.

## Localidades
La composición del raión de Kírovske incluye 2 ciudades, Staryi Krym y Kírovske, más 38 pueblos combinados en 12 comunidades rurales.
| 1 - Comunidad de Kírovske - Kírovske 2 - Comunidad de Abrikósovsk - Abrikósovka - Babénkovo - Krinichki - Matrósovka 3 - Comunidad de Vladislavovsk - Vladislavovka - Uzlovoye 4 - Comunidad de Zhuravsk - Zhuravki - Vidnoye - Makovskoye - Novopokrovka - Tutovka 5 - Comunidad de Zolotopole - Zolotoye Pole - Vozrozhdeniye 6 - Comunidad de Lgovsk - Lgovskoye - Dobrolyubovka - Dolinnoye - Prudy 7 - Comunidad de Partizanskiy - Partizany - Spasovka | 8 - Comunidad de Pervomaysk - Pervomayskoye - Zhemchuzhina Kryma - Izobil'noye - Izyumovka - Klyuchevoye - Otvazhnoye - Sadovoye 9 - Comunidad de Privetnen - Privetnoye - Ayvazovskoye 10 - Comunidad de Sinitsyn - Sinitsyno - Vasilkovoye - Krasnovka 11 - Comunidad de Staryi Krym - Staryi Krym 12 - Comunidad de Tokarev - Tokarevo - Shubino 13 - Comunidad de Yarkopole - Yarkoye Pole - Krasnoselskoye - Novofodorovka - Orekhovka - Sofiyevka - Trudolyubovka |